# Кубок Балтийского моря
Кубок Балтийского моря (Кубок Балтики) — всесоюзная парусная регата в акватории Балтийского моря, появившаяся в СССР в 1969 году, и проходившая ежегодно до 1988 года включительно. В 2007 году силами петербургских и московских яхтсменов регата была возрождена и проведена впервые в истории современной России, в 2008 году был проведен второй «Кубок Балтийского моря». Третья регата будет проходить с 29 июня по 12 июля 2009 года по маршруту Санкт-Петербург (старт от Кронштадта) — Выборг — Таллин — Пярну.
История регаты началась в 1969 году, когда прошла 180-мильная гонка Ленинград — Таллин на призы журнала «Катера и яхты». На старт тогда вышли только 3 ленинградских лодки, но событие вызвало интерес у яхтсменов, и в 1970 году соревнование прошло в 2 этапа по более длинному маршруту: Ленинград — Таллин — Рига. Время для проведения гонок было выбрано неудачно, что сказалось на количестве участников (до финиша дошли всего 2 яхты).

## История

### Регата 2007 года

#### Маршрут и сроки проведения
- 1 этап, 14 июля: короткая гонка в Санкт-Петербурге (Невская губа, Финский залив);
- 2 этап, 15-20 июля: гонка Санкт-Петербург — Пионерский (Калининградская обл.);
- 3 этап, 22 июля: короткая гонка в Пионерском (Калининградская обл.);
- 4 этап: 23-27 июля: гонка Пионерский (Калининградская обл.) — Санкт-Петербург.

#### Победители
3 зачетная группа (яхты класса Л-6):
- 1 место: яхта «Онега» (Санкт-Петербург);
- 2 место: яхта «Балтика» (Калининград).

### Регата 2008 года

#### Маршрут и сроки проведения
- 1 этап, 5 июля: короткая гонка в Санкт-Петербурге (Невская губа, Финский залив);
- 2 этап, 6-9 июля: гонка Санкт-Петербург — Пярну (Эстония);
- 3 этап, 11-12 июля: гонка в Пярну (Эстония);
- 4 этап, 14-17 июля: гонка Пярну (Эстония) — Пионерский (Калининградская обл.);
- 5 этап, 19 июля: короткая гонка в Пионерском (Калининградская обл.).

#### Победители
1 зачетная группа (яхты класса Л-6):
- 1 место: яхта «Онега» (Санкт-Петербург);
- 2 место: яхта «Ника» (Санкт-Петербург);
- 3 место: яхта «Нептун» (Санкт-Петербург);

2 зачетная группа:
- 1 место: яхта «Юлия» (Санкт-Петербург).

### Регата 2009 года

#### Маршрут и сроки проведения
- 1 этап, 29-30 июня: гонка Кронштадт - Выборг (Финский залив);
- 2 этап, 1 июля: короткие гонки в Выборге (Выборгский залив);
- 3 этап, 2-3 июля: гонка Выборг - Таллин (Финский залив);
- 4 этап, 6-8 июля: гонка Таллин - Пярну (Финский, Рижский залив);
- 5 этап, 10-11 июля: гонка со стартом и финишем в Пярну (Рижский залив).

#### Победители
3 зачетная группа:
- 1 место: яхта «Юлия» (Россия, Санкт-Петербург), капитан Виктор Анищенко;
- 2 место: яхта «Diva» (Эстония, Таллин), капитан Сергей Матвеев;
- 3 место: яхта «ZUXU» (Эстония, Таллин), капитан Матти Сепп;

4 зачетная группа (яхты класса Л-6):
- 1 место: яхта «Онега» (Россия, Санкт-Петербург), капитан Никита Бриллиантов;
- 2 место: яхта «Дельта» (Россия, Санкт-Петербург), капитан Олег Капранов;
- 3 место: яхта «Фея» (Россия, Санкт-Петербург), капитан Елена Максимова.